# Донской сельский совет
Донской сельский совет (укр. Донська сільська рада, крымскотат. Beş Terek köy şurası) — административно-территориальная единица в Симферопольском районе АР Крым Украины (фактически до 2014 года), ранее до 1991 года — в  составе Крымской области УССР в СССР, до 1954 года — в составе Крымской области РСФСР в СССР, до 1945 года — в составе Крымской АССР РСФСР в СССР.
Образован Решением Крымоблисполкома № 784 от 27 июля 1962 года после переименования Краснокрымского сельсовета в Донской.
Население по переписи 2001 года составило 3 860 человек.
К 2014 году в сельсовет входило 7 сёл:
- Донское
- Верхнекурганное
- Давыдово
- Дмитрово
- Клёновка
- Нижнекурганное
- Спокойное

С 2014 года на месте сельсовета находится Донское сельское поселение.
Адрес: Симферопольский р-н, с. Донское, ул. Комсомольская, д. 146 а.